# Goumi

## Goumi

### Print Screens
O Goumi é um jogo MMO (Multiplayer Massive Online) que pretende ensinar educação financeira para crianças e jovens de forma lúdica e divertida, através de dinâmicas que envolvem tecnologias atuais e que o público-alvo esteja em contato diariamente.  O jogo ensina desde técnicas básicas de poupar e investir até análises e conceitos simples do mercado financeiro.
O jogo começa com o personagem no seu terreno onde ele tem uma hortinha que poderá gerar bons lucros. Para começar é necessário comprar sementes na casa da agricultura, plantar e ficar de olho para que as plantas não fiquem sem água. Enquanto o jogador está cuidando da sua horta, ele terá que observar o seu  nível de energia, higiene e fome,  sendo que, para matar a fome, ele precisará comprar comida.
Para se diferenciar dos demais, o jogador poderá comprar itens e acessórios na loja de roupas. Com isso, o jogador tem que buscar um equilíbrio financeiro entre alimentação, investimentos e gastos pessoais dentro do jogo, sendo que,  outros fatores poderão causar instabilidade nas suas contas da mesma forma que na vida real. Com o tempo os jogadores vão adquirindo experiência e poderão passar a investir na construção de indústrias, investir na bolsa de valores ou fazer trocas de mercadorias entre os jogadores.
O goumi é um projeto criado pela Cedro Finances, em parceria com a FAPEMIG, com o objetivo de criar novos metodos didáticos para o ensino do mercado de capitais a crianças e adolescentes. Hoje o projeto conta com 10 colaboradores altamente qualificados e treinados que serão a base para criação de uma nova empresa, voltada exclusivamente para o desenvolvimento de jogos ou projetos que necessitem da criação de ambientes dinâmicos em 3D.

## História do Goumi
Algum tempo atrás, aqui no planeta Terra, começaram a chegar mensagens eletrônicas, aparentemente sem sentido, em todos os computadores do mundo. Não se sabia ao certo quem as enviava, nem de onde vinham. Os centros de pesquisa e investigação de todas as nações logo ficaram intrigados e uma comissão especial da ONU foi formada para investigar o acontecimento. Um padrão nas estranhas mensagens sugeriu que havia informações codificadas e, depois de um esforço em conjunto, os habitantes do nosso planeta finalmente descobriram do que se tratava. A mensagem revelava que vinha de pessoas que moram em um mundo que eles chamam de Goumi. Apesar de conseguirem tecnologia para enviar mensagens a outros mundos e outras dimensões, os goumis precisam de ajuda para desenvolver seu próprio mundo e estão ansiosos para receber respostas de povos amigáveis. Prontamente, cientistas de toda Terra começaram a trabalhar numa forma de contatar os goumis ou mesmo descobrir onde está o seu mundo. Infelizmente essas respostas ainda não foram alcançadas, mas com informações adicionais que os goumis enviaram em suas mensagens, os cientistas foram capazes de criar um modo de se transportar para o mundo Goumi e interagir com seus habitantes. As primeiras explorações mostraram que o mundo dos goumis é bem parecido com o nosso, mas como eles mesmos já tinham percebido era necessário produzir progresso e desenvolvimento. Então, foi aberto um chamado a todas as pessoas do mundo que, voluntariamente, desejam ajudar os goumis a melhorar seu planeta, desenvolver sua tecnologia, economia, política e sociedade, de forma sustentável e eficiente, sabendo gerenciar os recursos disponíveis. Muitos já responderam ao chamado e estão ajudando os goumis a alcançar esse ideal.

## Sobre a Cedro Finances
A Cedro Market & Finances é um provedor global de serviços e soluções de tecnologia para o mercado de capitais, oferecendo softwares, serviços e soluções de processamento para o setor financeiro como mercados de ações, renda fixa, derivativos, câmbio e commodities negociados em bolsas no mercado global. Desenvolve também, soluções horizontais (sob demanda) através de sua fábrica de software especializada em mercado financeiro.
A Cedro provê ainda gerenciamento de serviços de TI, desenvolvimento e consultoria para a indústria financeira, como também soluções de TI para o ensino de mercado de capitais para crianças, adolescentes e adultos.
Fundada em 2005, a Cedro tem como objetivo transformar o mundo financeiro através de pessoas e tecnologias, com atuação global e sustentável. Com sede no Brasil, a Cedro atende usuários nacionais e internacionais por meio de sua atuação global.